# Siri och ishavspiraterna
Siri och ishavspiraterna var Sveriges Radios julkalender 2012.

## Handling
När Siris yngre syster rövas bort av piraten Vithuvud, bestämmer sig Siri för att göra det som ingen vuxen vågar: följa efter piraterna för att försöka hämta hem sin syster. Alla vet att Vithuvud låter de bortrövade barnen arbeta i en gruva på den gömda ön i Norra ishavet. Dit måste Siri.
På knarrande skepp och knirrande snö följer Siri spåren efter Miki och piraterna. På vägen genom Ishavet möter hon sjungande sjömän, farliga rövare, vilda sjöjungfrur och hungriga vitvargar. Men hur ska hon hitta till piraternas gömda ö? Och vad ska hon göra om hon en dag står öga mot öga med kapten Vithuvud?

## Medverkande
| Rollfigur        | Skådespelare                                     |
| ---------------- | ------------------------------------------------ |
| Siri             | Isabel von Krusenstierna                         |
| Miki             | Irmeli Munther                                   |
| Fredrik          | Tommy Nilsson                                    |
| Pinnen           | Iwar Wiklander                                   |
| Piraten Vithuvud | Tomas von Brömssen                               |
| Den yvhårige     | Ola Hedén                                        |
| Den skallige     | Erik Ståhlberg                                   |
| SkogsNanny       | Lotta Sjölin-Cederblom                           |
| Hanna            | Mirja Burlin                                     |
| Arnesen          | Ove Haugen                                       |
| Otto             | Morgan Larsson                                   |
| Vargförsäljare   | Robert Larsson                                   |
| Urström          | Henrik Henriksson                                |
| Mor              | Teresa Raffone                                   |
| Tant             | Ylva Nilsson                                     |
| Bärförsäljerska  | Lisbeth Johansson                                |
| Gröna Boden frun | Ylva Nilsson                                     |
| Mördarna         | Barn från Freinetskolan Bild och Form i Göteborg |

- Författare: Frida Nilsson
- Dramatiker och regissör: Mats Kjelbye
- Illustratör: Alexander Janson
- Producent: Inga Rexed
- Inspelning, ljudmix: Henrik Henriksson
- Musikmix: Petter Eriksson
- Musik: Henrik Cederblom

## Avsnitt
1. Systrar i Blåvik
2. Plocka snöbär
3. Miki är borta
4. Siri på Polstjärnan
5. Fredrik berättar en hemlighet
6. Otto lurar Siri
7. Akterseglad på Vargön
8. Hos SkogsNanny
9. Vitvargar och sjöjungfrur
10. Att tjuvlyssna på tjuvar
11. Fripassagerare på Bleckfisken
12. En ny kamrat
13. Musslor, morsor och mod
14. Raskar över isen
15. Ett kärt återseende
16. Framme på den gömda ön
17. Fast i fällan
18. I gruvan
19. Siri möter Vithuvud
20. Vithuvuds plan
21. Svart, rött och vitt
22. Vithuvuds fall
23. Återseende och avfärd
24. Ett hoppets skepp

## Papperskalender
Årets papperskalender ritades av Alexander Jansson och föreställer Siri och hennes föräldrar framför två skepp i ishavet.